# Литвиненко, Таисия Иосифовна
Таи́сия Ио́сифовна Литвине́нко (укр. Таїсія Йосипівна Литвиненко; 10 февраля 1935, Погребы, Киевская область, Украинская ССР — 6 апреля 2025, Львов) — советская и украинская актриса театра и кино, режиссёр-постановщик театра, театральный педагог. Народная артистка Украинской ССР (1988).

## Биография
Родилась 10 февраля 1935 года в селе Погребы Броварского района Киевской области.
В 1957 году окончила КГИТИ имени И. К. Карпенко-Карого (мастерская И. И. Чабаненко). Сниматься в кино начала ещё учась в институте.
После окончания института с 1957 по 1959 год служила актрисой в Киевском драматическом театре имени И.Франко, с 1959 по 1965 год — актрисой Запорожского украинского музыкально-драматического театра.
В 1965 году переехала вместе с мужем Фёдором Стригуном во Львов и с тех пор до самой смерти работала в Львовском национальном академическом украинском драматическом театре имени Марии Заньковецкой.
Сыграла множество ролей в театре и кино, в театре ставила спектакли как режиссёр-постановщик, преподавала курс актёрского мастерства на искусствоведческом факультете Львовского университета.
Скончалась 6 апреля 2025 года в возрасте 90 лет во Львове. Похоронена на Лычаковском кладбище.

## Творчество

### Роли в театре[5]
- «Страница дневника» А.Корнейчука — Юля
- «Вей, ветерок!» Я.Райниса — Анда
- «Синие росы» Н.Зарудного — Человек
- «В дороге» В.Розова — Женщина
- «Свадьба Кречинского» А.Сухово-Кобылина — Лидочка
- «Когда мёртвые оживают» И.Рачады — Мария
- «На Ивана Купала» М.Стельмаха — Ярина
- «Мои друзья» А.Корнейчука — Ольга
- «Маклена Граса» Н.Кулиша — Маклена
- «Суета» И.Карпенко-Карого — Василина
- «На седьмом небе» Н.Зарудного — Женя
- «Сестры Речинские» И.Вильде — Слава, Зоня
- «Не судилось» М.Старицкого
- «Ночь на горной долине» А.Олеся — первая мавка
- «Король Лир» У.Шекспира — Корнелия
- «Рим 17, до востребования» М.Зарудного (укр.) — Ольга
- «Маруся Богуславка» М.Старицкого — Леся
- «Память сердца» А.Корнейчука — Ольга
- «Гайдамаки» Т.Шевченко — поводырь
- «Сватанье на Гончаровке» Г.Квитки-Основьяненко — Ульяна
- «Злая судьба» М.Старицкого — Галя
- «Верность» Н.Зарудного — Тоня
- «Хозяин» И.Карпенко-Карого — Соня
- «Тогда в Тегеране» В.Егорова и В.Тура
- «Горлица» А.Коломийца — Наталка
- «Мария Заньковецкая» И.Рачады — Мария Заньковецкая
- «Пора жёлтых листьев» Н.Зарудного
- «Голубые олени» А.Коломийца — Алёнка
- «Планета ожиданий» А.Коломийца — солдатик
- «Здравствуй, Припять» А.Левады
- «Такое долгое, долгое лето» Н.Зарудного — Ярина
- «Кравцов» А.Коломийца — Алёнка
- «Не предай себя» Л.Сергеева — Марина
- «Украденное счастье» И.Франко — Анна
- «Воскресенье — день для себя» О. Г. Сосина — Лена
- «Хрустальные башмачки» Т.Гоббса — Фея
- «Замшевый пиджак» С.Стратиева — Мария
- «Нора» Г.Ибсена — Нора
- «Мои надежды» М.Шатрова — Надя
- «Кафедра» В.Врублевской — Барвинская
- «Годы странствий» А.Абузова — Ольга
- «Визави» В.Врублевской — Анна
- «Сон князя Святослава» И.Франко — Залава
- «Житейское море» И.Карпенко-Карого — Ванина
- «Обочина» Н.Зарудного — Таня
- «Разорённое гнездо» Я.Купалы — Мариля
- «Неудобный человек» А.Верблюдко — Степная
- «Бесприданница» А.Островского — Огудалова
- «Олекса Довбуш» В.Босовича — Звонкая
- «Тартюф» Ж. Б. Мольера — Дорина
- «Данило Галицький» (укр.) В.Босовича — Анна
- «Бесталанная» И. Карпенко-Карого — Анна
- «Дом, где разбиваются сердца» Б.Шоу — Леди Эттеруорд
- «Гайдамаки» Т.Шевченко — монахиня
- «В сім’ї вольній, новій» (укр.) Т.Шевченко — чтец
- «Дети Арбата» А.Рыбакова — мать Панкратова
- «Привітай мене, моя Україно» (укр.) — Хустина, чтец
- «Маруся Чурай» — Л.Костенко — Бобренчиха
- «Ой, радуйся, земля» — Мария, хозяйка
- «Вспомните братья моя» — Ведьма
- «Народный Малахий» Н.Кулиша — Агапия
- «Павло Полуботок» Б.Лепкого — Настя Скоропадского
- «Наталка Полтавка» И. Котляревского. Режиссёр-постановщик: Фёдор Стригун[6] — Терпелиха
- «Мотря» Б. Лепкого — Кочубеиха
- «Не убивай» Б. Лепкого — Кочубеиха
- «Батурин» Б. Лепкого — Кочубеиха
- «Ромео и Джульетта» У. Шекспира — Мамка
- «Лето в Ноане» Ж. Санд
- «Світла моя муко» (укр.) — чтец
- «Исус, сын Бога живого» В. Босовича. Режиссёр-постановщик: Фёдор Стригун[7] — Мария (мать Иисуса)
- «Шарика» (музыка и либретто Я.Барнича). Режиссёр-постановщик: Фёдор Стригун[8] — Ирма
- «А дощ все йде…» (укр.) — Елизавета
- «Кнок» Ж. Ромэн" — женщина в черном
- «Гамлет» У. Шекспира — Гертруда
- «Гуцулка Ксеня» (музыка и либретто Я. Барнича). Режиссёр-постановщик: Фёдор Стригун[9] — Гелена
- «Сэ Ля Ви» Н. Ковалик — Леся
- «Моральность госпожи Дульской» Г. Запольской — Дульская
- «У неділю рано зілля копала» (укр.) О. Кобылянськой[10] —  (укр.)Іваника Дубиха
- «Неповторність» (укр.) Л. Костенко. Режиссёр-постановщик: Таисия Литвиненко. — чтец
- «Любимый нелюбимый» — Я. Стельмаха. Режиссёр-постановщик: Фёдор Стригун[11] — Мамка
- «Триумфальная женщина» Н. Ковалик. Режиссёр-постановщик: Фёдор Стригун[12] — пани Ирина
- «Два кольори» (укр.) Д. Павлычко. Режиссёр-постановщик: Таисия Литвиненко. — чтец
- «Андрей» Д. Герасимчук — Шептицкая
- «У. Б. Н.» (автор текста — Галина Тельнюк, автор музыки песен к спектаклю — Леся Тельнюк). Режиссёр-постановщик: Мирослав Гринишин[13] — жена Зенона (Елена)
- «Мріє не зрадь» (укр.) Леси Украинки — чтец
- «Неаполь — город золушек» Н. Ковалик. Режиссёр-постановщик: Фёдор Стригун. (Ассистент режиссёра: Таисия Литвиненко.)[14] — Сеньора Люсия
- «Государственная измена» Рэя Лапики. Режиссёр-постановщик: Фёдор Стригун[15] — Императрица
- «Оргия» Леси Украинки. Режиссёр-постановщик: Фёдор Стригун[16] — Гермиона
- «Визит старой дамы» Ф. Дюрренматта. Режиссёр-постановщик: Фёдор Стригун[17] — Клер Цаханасян
- «Субботний ужин» Шолом-Алейхема. Режиссёр-постановщик: Таисия Литвиненко[18] — Голда, Энта
- «Дама с камелиями» А. Дюма (сын). Режиссёр-постановщик: Фёдор Стригун. (Режиссёр: Таисия Литвиненко)[19] — Прюданс

### Ассистент режиссёра в театре
- «Неаполь — город золушек» Н. Ковалик. Режиссёр-постановщик: Фёдор Стригун. (Ассистент режиссёра: Таисия Литвиненко)[14] — Сеньора Люсия

### Режиссёр в театре
- «Дама с камелиями» А. Дюма (сын). Режиссёр-постановщик: Фёдор Стригун. (Режиссёр: Таисия Литвиненко)[19] — Прюданс

### Режиссёр-постановщик в театре[5]
- «Неповторність» (укр.) Л. Костенко
- «Два кольори» (укр.) Д. Павлычко
- «Мріє не зрадь» (укр.) Леси Украинки
- «Жорж Данден» Ж. Б. Мольера
- «Закон» В. Винниченко
- «Три любви» (А. Дункан и И. Шнейдера)[20] — режиссёр-постановщик, инсценировка
- «Субботний ужин» (притча по повести Шолом-Алейхема «Тевье-молочник»)[18] — режиссёр-постановщик, инсценизация и перевод с русского языка
- «Варшавская мелодия» Л. Зорина[21] — режиссёр, автор сценического варианта и перевода с русского языка
- «Любовь и слезы» А. Марданя[22] — режиссура, автор сценического варианта и перевода с русского языка
- «Заблаговременная изморозь» Р. М. Рильке[23] — режиссёр-постановщик, перевод и сценический вариант

### Роли в кино
- 1954 — Назар Стодоля — Галя
- 1955 — Максим Перепелица — Василинка, возлюбленная Степана Левады
- 1957 — Штепсель женит Тарапуньку — Галина Суматоха
- 1958 — Григорий Сковорода — Параска Сагура[24]
- 1959 — Любой ценой
- 1961 — За двумя зайцами — Химка
- 1962 — Молчат только статуи[источник не указан 572 дня]
- 1978 — Антонина Брагина
- 1979 — Вавилон XX — Присинька
- 1980 — Мужество — жена Фёдора[24]
- 1981 — Такая поздняя, такая тёплая осень — Прыська
- 1983 — Водоворот — Алёна
- 1987 — Золотая свадьба — Анастасия Даник[24]
- 1988 — Каменная душа
- 1989 — Небылицы про Ивана
- 1989 — Сероманец — жена Чепижного
- 1990 — Война на западном направлении
- 1990 — Дальше полёта стрелы — Маргарита Трофимовна[24]
- 1990 — Меланхолический вальс — пани Бранко[24]
- 1992 — Ради семейного очага — певица в ресторане[24]
- 1993 — Гетманские клейноды — Устя[источник не указан 572 дня]

### Телеспектакли
- 1954 — Назар Стодоля — Галя[24]
- 1979 — Хозяин — Соня
- 1983 — Житейское море — Ванина[24]

## Награды и признание
- Орден княгини Ольги I степени (Украина, 2015)[25]
- Орден княгини Ольги II степени (Украина, 2011)[26]
- Орден княгини Ольги III степени (Украина, 2006)[27]
- Лауреат премии им. Марии Заньковецкой[28]
- Народная артистка Украинской ССР (1988)